# Варшавський університет

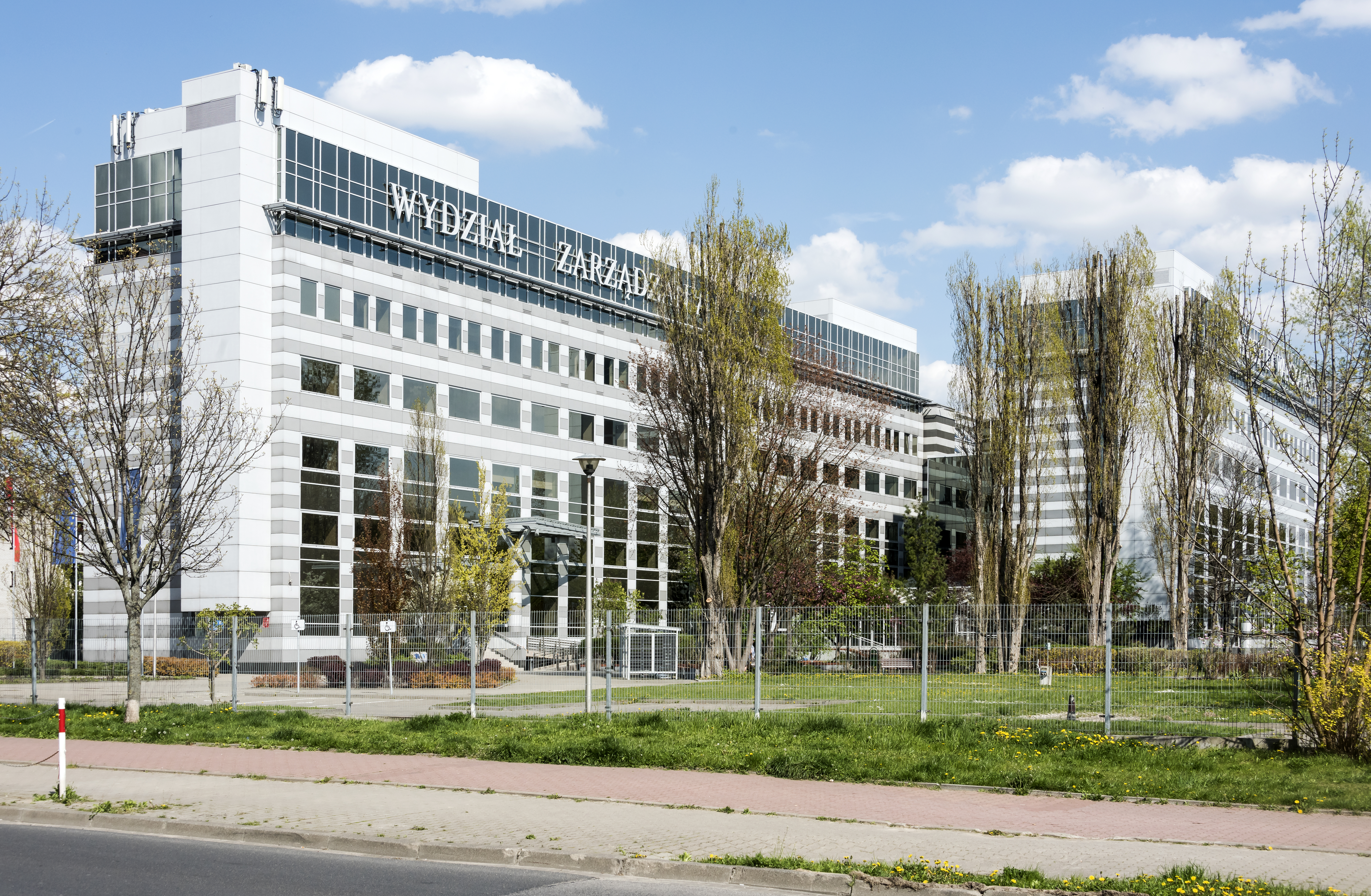
Факультет управління

Варша́вський університе́т (пол. Uniwersytet Warszawski) — один із найбільших державних вищих навчальних закладів Польщі, заснований 19 листопада 1816 року.

## Історія
Варшавський університет був заснований як Королівський університет Варшави 19 листопада 1816 року указом російського імператора Олександра I. Відбулося це на тлі проведених кілька десятиліть тому поділів Польщі, які відділили Варшаву від найстарішого і найвпливовішого Ягеллонського університету в Кракові (Варшава відійшла до Росії, тоді як Краків — до Австрії). Відкрився Королівський університет 14 травня 1818 року. Спочатку було засновано п'ять факультетів — права, медицини, філософії, теології, природничих наук і образотворчого мистецтва. Два з них було створено на базі навчальних закладів, заснованих у наполеонівський період Варшавського герцогства — Школи права і Школи медицини.
Університет доволі швидко розвивався, однак був закритий під час Листопадового повстання поляків у 1830 році. Відновлений лише після початку лібералізації в Росії, що розгорнулася після приходу до влади Олександра II, у 1857 році як Медико-хірургічна академія. Спочатку були створені тільки медичний і фармацевтичний факультети, однак незабаром полякам вдалося добитися відкриття факультетів права та державного управління, філології та історії, математики та фізики. У 1862 році університет був відкритий як Головна школа.
У зв'язку з активною участю студентів Головної школи у Січневому повстанні 1863 року, у 1869 році вона була закрита. На її базі відкрили російськомовний Імперський університет Варшави. Понад 70 % студентів цього університету були поляками. Утім, після революції 1905 року їхня частка різко знизилася внаслідок бойкоту.
У 1915 році російські війська покинули Варшаву, і німецька влада відновила університет. Його першим ректором став польський невролог і педіатр Юзеф Брудзінський. У 1918 році Польща здобула незалежність. Польська влада приділяла значну увагу Варшавському університету, внаслідок чого наприкінці 1920-х років він став найбільшим у країні. На той час у ньому вчилося 10 тисяч студентів, викладало 250 професорів та асоційованих професорів. У 1935 після смерті Юзефа Пілсудського університет перейменували на його честь.
Після захоплення Варшави німецькими військами університет було закрито. Утім, викладачі та студенти продовжували заняття таємно. Бойові дії завдали серйозної шкоди будівлям і науковим колекціям університету. У 1945 році Варшавський університет відновили. У 1968 він став одним із центрів студентських протестів проти радянської гегемонії у Польщі, які було придушено.
У 1999 році у Повислі було відкрито нову будівлю бібліотеки Варшавського університету. Після вступу Польщі до Європейського Союзу у 2004 році університет отримав додаткові кошти з Європейських структурних та інвестиційних фондів на будівництво додаткових будівель, включаючи Центр біологічних та хімічних досліджень, Центр нових технологій та новий корпус для фізичного факультету.
Останніми роками Варшавський університет входить до числа найкращих польських університетів. Журнал Perspektywy визнавав його найкращим польським університетом у 2010, 2011, 2014, 2016, 2019 та 2022 роках. ARWU визнавав університет найкращим польським вищим навчальним закладом у 2012, 2017, 2018 та 2020 роках. Університет особливо високо цінується в галузі науки. У 2022 році ARWU включив математичний та фізичний факультети університету до світових топ-150 та топ-75 відповідно.

## Сьогодення
Зараз Варшавський університет є найбільшим університетом Республіки Польща. Згідно з даними сайту університету, наразі в ньому навчається 44,7 тисячі студентів. Також він налічує 3800 аспірантів і 3200 докторантів. В університеті працює 7100 співробітників. Вчені університету працюють над 3400 дослідницькими темами щороку. Навчальний заклад співпрацює із 800 іноземними організаціями, сто з яких є міжнародними. Він пропонує понад 20 англомовних програм та викладання іноземними мовами в рамках 2000 польськомовних програм.

## Структура
Варшавський університет має у своїй структурі 20 факультетів:
- факультет прикладної лінгвістики;
- факультет прикладних соціальних наук та ресоціалізації;
- факультет «вільних мистецтв»;
- факультет біології;
- факультет хімії;
- факультет економічних наук;
- факультет освіти;
- факультет географії та краєзнавства;
- факультет геології;
- факультет історії;
- факультет журналістики та політичних наук;
- факультет права та державного управління;
- факультет менеджменту;
- факультет математики, інформатики та механіки;
- факультет сучасних мов;
- факультет східних студій;
- факультет філософії та соціології;
- факультет фізики;
- факультет польських студій;
- факультет психології[13].

Також в університеті є 29 дослідницьких підрозділів, які займаються дослідженням як гуманітарних (центри вивчення певних дисциплін), так і природничих та точних наук (лабораторії тощо).

## Випускники
Серед випускників Варшавського університету п'ять лауреатів Нобелівської премії:
- Генрик Сенкевич, премія з літератури, 1905
- Менахем Беґін, премія миру, 1978
- Чеслав Мілош, премія з літератури, 1980
- Юзеф Ротблат, премія миру, 1995
- Леонід Гурвич, премія з економіки, 2007

Інші видатні випускники:
- Анна Болецька — польська письменниця
- Ян Непомуцен Казимир Крупський — перший видавець підручника шахів польською мовою, засновник польської стенографії.
- Едвард Раставецький — польський дослідник мистецтва і колекціонер XIX століття.
- Пйотр Ян Нуровський — Президент Польського олімпійського комітету. (†10 квітня 2010 року[15])
- Єжи Северський — польський письменник, літературний критик, сценарист. Заслужений діяч культури Польщі.
- Алекси Казберук — польський поет білоруського походження. Член Спілки польських літераторів.
- Войцех Плохарський — польський журналіст, автор, композитор, мандрівник
- Збіґнєв Міколейко  — польський філософ, історик релігії та ідеї
- Ян Леманський  — польський поет, байкар й сатирик
- Юстина Соболевська — літературний критик, журналістка.
- Новицький Олександр — капелан
- Ванда Шмелев — засновник Варшавської школи основ геометрії.
- Войцех Ягельський — польський письменник.

## Особи, пов'язані з Україною
- Микола Костинюк — геолог, палеоботанік — працював деканом факультету геології в 1960—1962 роках.
- Горб-Ромашкевич Феодосій Косьмич — правознавець та економіст, викладав у 1896—1907.
- Казімеж Пшемиський — археолог, дослідник Волині, репресований.
- Ковалевський Павло Іванович  — український психіатр і судовий психопатолог, ректор у 1895—1897.
- Лур'є Григорій Ісакович — революціонер, історик
- Кейван Іван Миколайович — мистецтвознавець
- Незнамов Омелян Андрійович — директор офтальмологічної клініки та професор університету, випускних Харківського університету, працював у Харкові